# Винтергерст, Йозеф
Йозеф Винтергерст (нем. Josef Wintergerst; 3 октября 1783, Валлерштайн — 25 января 1867, Дюссельдорф) — немецкий живописец периода романтизма. Член объединения назарейцев в Риме. педагог.

## Биография
Йозеф Винтергерст был сыном художника Антона Винтергерста (1737—1805) из Швабии и его второй жены Марии Барбары Букс (? —1833), дочери производителя фаянса Иоганна Баптиста Букса. Образование Йозеф получал с 1804 года в Академии изобразительных искусств в Мюнхене, а затем — в Академии изобразительных искусств в Вене.
В 1809 году, ещё студентом Венской академии Винтергест сблизился с Францем Пфорром, Людвигом Фогелем, Йозефом Зуттером и другими; друзья основали Союз святого Луки, художественное объединение, пропагандировавшее идеи романтизма и искреннего религиозного творчества. Это привело к конфликту в самой Академии. Познакомившись с произведениями художников раннего итальянского Возрождения и Альбрехта Дюрераа, они стремились изменить темы и методы своего творчества. Винтергерст не смог сопровождать своих друзей в Рим в 1809 году из-за нехватки средств, но в 1811 году с помощью Овербека он прибыл в Рим. Молодые художники, называвшие себя назарейцами, поселились в здании заброшенного монастыря Сан-Исидоро на холме Пинчо. Они предпочитали сюжеты из истории, христианства, аллегорические темы, картины, стилизованные под живопись итальянского кватроченто.
После смерти своего близкого друга Франца Пфорра в июне 1812 года, о котором он заботился до самой смерти, Йозеф Винтергест в феврале 1813 года всё же покинул Рим из-за финансовых затруднений. Вместе с Кристианом Кселлером и сначала он стал учителем рисования в кантональном университете в Арау, с 1815 года —преподавателем рисования в гимназии в Элльвангене.
В 1822 году Винтергест, благодаря содействию своего друга, директора Академии Петера фон Корнелиуса был назначен преподавателем Дюссельдорфской академии искусств, в 1824 году стал инспектором, продолжая преподавать в Королевской гимназии. Одна из сестер Винтергерста, Мария Барбара Винтергерст, была его ученицей, а позже также преподавала рисование.

## Галерея
- Встреча Авраама и Агари. 1809. Холст, масло. Старая национальная галерея, Берлин
- Венчание тернием. 1847
- Портрет молодого человека с «Нибелунгами». Ок. 1800
- Примирение Людвига Баварского с Фридрихом Красивым. 1816 (репродукция). Оригинал: Музей Бенхаус, Любек
- Эпоха рыцарей. 1818 (репродукция). Оригинал: частное собрание, Дессау